# Полуотворена задна закръглена гласна
Полуотворената задна закръглена гласна е вид гласен звук, използван в някои говорими езици. Символът в Международната фонетична азбука, който представлява този звук, е ɔ, обърната буква c и символът и звукът обикновено се наричат „отворено-o“. В българския този звук се обозначава с „о“ при използването му в ударено положение.
Полуотворената задна незакръглена гласна се използва в езици като английски (not, [nɔt]), немски (voll, [fɔl]), нидерландски (och, [ʔɔˤx]), полски (kot, [kɔt̪]).